# Mariya Dmitriyenko
Mariya Dmitriyenko (en kazajo: Мария Дмитриенко, Shymkent, URSS, 24 de marzo de 1988) es una deportista kazaja que compite en tiro, en la modalidad de tiro al plato.
Ganó una medalla de bronce en el Campeonato Mundial de Tiro de 2023, en la prueba de foso mixto. Participó en los Juegos Olímpicos de Río de Janeiro 2016, ocupando el octavo lugar en la prueba de foso.

## Palmarés internacional
| Campeonato Mundial | Campeonato Mundial | Campeonato Mundial | Campeonato Mundial |
| Año                | Lugar              | Medalla            | Prueba             |
| ------------------ | ------------------ | ------------------ | ------------------ |
| 2023               | Bakú (Azerbaiyán)  | Medalla de bronce  | Foso mixto         |